# 珠牙蓼黑粉菌
珠牙蓼黑粉菌（学名：Ustilago bistortarum）是属于黑粉菌目黑粉菌科黑粉菌属的一种真菌，寄生在蓼属植物上。该种分布于中国、吉尔吉斯斯坦、乌兹别克斯坦、阿塞拜疆、挪威、瑞典、芬兰、俄罗斯、乌克兰、波兰、匈牙利、德国、奥地利、瑞士、英国、法国、西班牙、意大利、美国等地。